# Кончиц, Владимир Николаевич
Кончиц Владимир Николаевич (11 января 1925, Москва — 14 ноября 2001, Москва) — советский военачальник, генерал-полковник (17.02.1978).

## Биография
Сын Николая Ивановича Кончица (1890—1975), военнослужащего, участника Октябрьской революции, Гражданской войны в России и Великой Отечественной войны. Русский. Окончил школу-семилетку в Москве. Окончил 2-ю специальную артиллерийскую школу в 1942 году. В начале Великой Отечественной войны, осенью и зимой 1941 года, в числе курсантов школы участвовал в строительстве оборонительных сооружений и в ликвидации последствий немецких бомбардировок Москвы.
В Красной армии с июня 1942 года. Окончил 1-е Краснознамённое Киевское артиллерийское училище имени С. М. Кирова в 1943 году (тогда находилось в эвакуации в Красноярске). Участник Великой Отечественной войны с 1 августа 1943 года. Воевал на Волховском, 1-м Прибалтийском, 2-м Прибалтийском, 3-м Прибалтийском и Ленинградском фронтах. Участник битвы за Ленинград, Белорусской и Прибалтийской наступательных операций, блокады Курляндской группировки врага. С 1943 года — воздухоплаватель 3-го отдельного воздухоплавательного дивизиона аэростатов артиллерийского наблюдения. Поднимаясь на аэростатах вблизи линии фронта, выявлял расположение артиллерийских батарей противника, передвижение его войск, корректировал огонь советской артиллерии. Всё это было связано с огромным риском для жизни — по аэростатам постоянно вела огонь немецкая артиллерия и их атаковали вражеские истребители. Уже через два месяца пребывания на фронте был награждён своей первой наградой — орденом Отечественной войны 2-й степени.
В начале 1944 года назначен начальником лётно-подъёмной части того же воздухоплавательного дивизиона на 3-м Прибалтийском фронте. К концу февраля 1944 года выполнил 48 подъёмов, выявил расположение 52 артиллерийских и миномётных батарей и отдельных орудий. Часть из этих целей была немедленно уничтожена по его корректировочным данным огнём артиллерии. Весной того же года при очередном подъёме старший лейтенант Кончиц В. Н. обнаружил 2 артиллерийские батареи немцев, одна из которых по его корректировке была подавлена, но огнём второй батареи аэростат был повреждён. Трос соединения с землёй был перебит осколком, аэростат понесло к немцам. Под огнём взобрался по тросам из гондолы на оболочку и распорол её ножом. Когда аэростат начал падать, выбросился с парашютом с высоты 500 метров, приземлился в районе передовой недалеко от места падения своего аэростата. Своими действиями предотвратил его попадание к противнику. Был ранен в голову 25 июля 1944 года.
С августа 1944 года до конца войны — помощник начальника штаба артиллерии по разведке 100-го стрелкового корпуса 22-й армии. Победу встретил в звании старшего лейтенанта, награждён на фронте 4 боевыми орденами.
После войны окончил Военную академию имени М. В. Фрунзе (1950), Военную академию Генерального штаба Вооружённых Сил СССР (1966). Командовал полком, дивизией. С ноября 1969 года — первый заместитель командующего 35-й общевойсковой армии Дальневосточного военного округа (штаб в Белогорске). С апреля 1971 года — командующий 5-й общевойсковой армией Дальневосточного военного округа (штаб в Уссурийске). Генерал-лейтенант (8.11.1971). С марта 1974 года — начальник штаба Белорусского военного округа. С 24 ноября 1977 года — командующий войсками Приволжского военного округа.
С 12 июня 1981 года — Главный военный советник Министра обороны Кубы Рауля Кастро. Кроме выполнения этих обязанностей, неоднократно выезжал в Никарагуа для оказания помощи руководству Сандинистской народной армии в ходе гражданской войны. С августа 1985 года — начальник Военной академии имени М. В. Фрунзе. С 1991 года — в отставке.
Член КПСС в 1945—1991 годах. Член ЦК Компартии Беларуси. Депутат Верховного Совета СССР. Депутат Верховного Совета Белорусской ССР.
Автор ряда научных работ и публикаций по военно-научным вопросам и истории Великой Отечественной войны.
Похоронен на Ваганьковском кладбище Москвы.

## Награды
- орден Ленина
- орден Октябрьской Революции
- два ордена Красного Знамени (30.06.1944)
- два ордена Отечественной войны 1-й степени (13.03.1944, 11.03.1985)
- орден Отечественной войны 2-й степени (15.10.1943)
- орден Красной Звезды (25.05.1945)
- медаль «За оборону Москвы» (вручена в июне 1945)
- медаль «За оборону Ленинграда»
- медали
- Орден «Эрнесто Че Гевара» 1-й степени в золоте (Куба) за № 1.
- ордена ГДР, Венгрии, Польши, Афганистана, Северного Йемена
- медаль Никарагуа